# Дивайн, Келли
Келли Дивайн (англ. Kelly Divine), настоящее имя — Линда Мэри Демпси (англ. Lynda Marie Dempsey; род. 3 июля 1984, Честер, Пенсильвания) — американская порноактриса.

## Биография
Актриса имеет ирландские и итальянские корни. Начала сниматься в порнофильмах с 2007 года. До этого успела проработать полгода в косметическом салоне. Некоторое время до съёмок в порно была интернет-фотомоделью, демонстрирующей купальные костюмы, нижнее бельё и т. п. Затем перешла к более откровенным съёмкам для веб-трансляций. Уйдя в порноиндустрию, работает с такими компаниями, как: Naughty America, Vivid Entertainment, Jules Jordan Video, Evil Angel, Danni’s Hard Drive, Vince Voyeur Unleashed, Elegant Angel, Digital Playground, New Sensations, Hustler, Score, 3rd Degree, Brazzers, Bang Bros, Reality Kings, Zero Tolerance, Red Light District.
По данным на 2019 год, Келли Дивайн снялась в 453 порнофильмах.

## Фильмография
- 2008 — Big Wet Asses 13
- 2008 — Lex The Impaler 4
- 2008 — Slutty and Sluttier 8
- 2009 — Evil Anal 9
- 2010 — Asses of Face Destruction 9
- 2010 — Asses of Face Destruction 10
- 2010 — Face Fucking, Inc. 9
- 2011 — Ass Worship 13
- 2011 — Women Seeking Women 72

## Премии и номинации
- 2010 номинация на AVN Award — Лучшая сцена двойного проникновения — Oil Overload 2 (с Рико Стронг и Принсом Яшуба)[6]
- 2010 номинация на AVN Award — Не подписанная старлетка года[6]
- 2010 номинация на FAME Award — Самая недооценённая звезда[7]
- 2010 номинация на Urban X Award — Best Interracial Star[8]
- 2010 номинация на Urban X Award — Best IR Star personal site — kellydivine.com[8]
- 2010 номинация на XBIZ Award — Лучший веб-сайт порнозвезды[9]
- 2010 номинация на XBIZ Award — Лучшая исполнительница года[9]
- 2011 номинация на AVN Award — Лучший веб-сайт порнозвезды — KellyDivine.com[10]
- 2011 номинация на AVN Award — Лучшая лесбийская групповая сцена — Buttman’s Evil Live (с Бобби Старр, Никки Хантер и Кларой G)[10]
- 2011 номинация на AVN Award — Лучшая лесбийская групповая сцена — F for Francesca (с Франческой Ли, Феникс Мари и Джасмин Джоли)[10]
- 2011 номинация на AVN Award — Most Outrageous Sex Scene — Nice Jewish Girls (с Даной Деармонд и Джеймсом Дином)[10]
- 2011 номинация на AVN Award — Самая жестокая сцена секса — Rocco’s Power Slave (с Тиффани Тайлер и Рокко Сиффреди)[10]
- 2011 номинация на AVN Award — Не подписанная старлетка года[10]
- 2011 номинация на XBIZ Award — Лучший сайт порнозвезды года — KellyDivine.com[11]
- 2011 номинация на XRCO Award — Unsung Siren[12]
- 2011 номинация на XRCO Award — Супершлюха[12]
- 2011 номинация на XRCO Award — Orgasmic Analist[12]
- 2012 номинация на AVN Award — Лучшая сцена анального секса — Kelly Divine Is Buttwoman (с Начо Видал)[13]
- 2012 номинация на NightMoves Award — Лучшая задница[14]
- 2012 номинация на Urban X Award — IR Star of the Year[15]
- 2012 номинация на Urban X Award — Лучшая сцена анального секса — Kelly Divine is Buttwoman (с Лондон Киз и Лексингтон Стил)[15]
- 2013 Exxxotica Fanny Award — Самая героическая задница (лучшая сцена анального секса)[16]